# Aléxandros Tzórvas
Aléxandros Tzórvas (en grec : Αλέξανδρος Τζόρβας) est un ancien footballeur grec né le 12 août 1982 à Athènes. Il jouait au poste de gardien de but.

## Biographie
Le sélectionneur de l'équipe de Grèce, Otto Rehhagel, le retient parmi l'effectif de vingt-trois joueurs appelé à participer à l'Euro 2008 puis à la Coupe du monde 2010.
En club, Tzórvas est formé au Panathinaïkos mais il peine à s'y imposer. Entre 2001 et 2005, il enchaîne les prêts avant de signer à l'OFI Crète. Ses bonnes performances font qu'il est recruté par le... Panathinaïkos en 2008. Le 26 août 2011, il rejoint pour 1,5 M€ le club de Palerme pour deux saisons plus deux autres en option. 
En août 2012, il est cédé au Genoa CFC lors d'un échange avec Steve von Bergen.

## Sélections
- 16 sélections et 0 but avec l'équipe de Grèce de football entre 2008 et 2011.

## Palmarès
Panathinaïkós
- Championnat de Grèce (1) :
  - Champion : 2009-2010.

- Coupe de Grèce (1) :
  - Vainqueur : 2009-2010.